# Comuna Nakonecine Druhe, Iavoriv
Nakonecine Druhe (în ucraineană Наконечне Друге) este o comună în raionul Iavoriv, regiunea Liov, Ucraina, formată din satele Nakonecine Druhe (reședința) și Nakonecine Perșe.

## Demografie
Componența lingvistică a comunei Nakonecine Druhe
     Ucraineană (99,83%)
     Alte limbi (0,13%)
Conform recensământului din 2001, majoritatea populației comunei Nakonecine Druhe era vorbitoare de ucraineană (99,83%), existând în minoritate și vorbitori de alte limbi.